# 신현준 (배우)
신현준(申鉉濬, 1968년 10월 28일 ~ )은 대한민국의 배우이다. 본관은 평산 신씨다.

## 학력
- 서울여의도초등학교 졸업
- 여의도중학교 졸업
- 여의도고등학교 졸업
- 연세대학교 체육교육학과 학사

## 별명
- 개불[5]
- 즐라탄[6]
- 바다표범[7]
- 아바타
- 지니

## 생애
1990년 영화 《장군의 아들》로 데뷔하였다. 소속사는 HJ필름 이고 2010년 3월부터 서울 인덕대학에서 방송연예학과 전임교수로서 발탁이 되면서 연기활동과 더불어 후학 양성을 하고 있다. 2013년 5월 26일 12살 연하의 신부 김경미씨와 결혼식을 올렸으며, 현재 2남 1녀가 있다.

## 작품 활동

### 영화
- 1990년 《장군의 아들》
- 1990년 《젊은 날의 초상》
- 1990년 《꼭지딴》
- 1991년 《장군의 아들 2》
- 1992년 《장군의 아들 3》 - 하야시 역
- 1993년 《참견은 노 사랑은 오예》 - 김 선생 역
- 1993년 《화엄경》
- 1994년 《태백산맥》
- 1995년 《돌아온 영웅 홍길동》
- 1995년 《바람의 아들》
- 1996년 《은행나무 침대》
- 1996년 《채널 식스 나인》
- 1997년 《지상만가》
- 1997년 《마리아와 여인숙》
- 1997년 《K.K. 훼미리 리스트》
- 1998년 《남자이야기》
- 1998년 《퇴마록》

- 2000년 《비천무》
- 2000년 《싸이렌》
- 2000년 《불후의 명작》

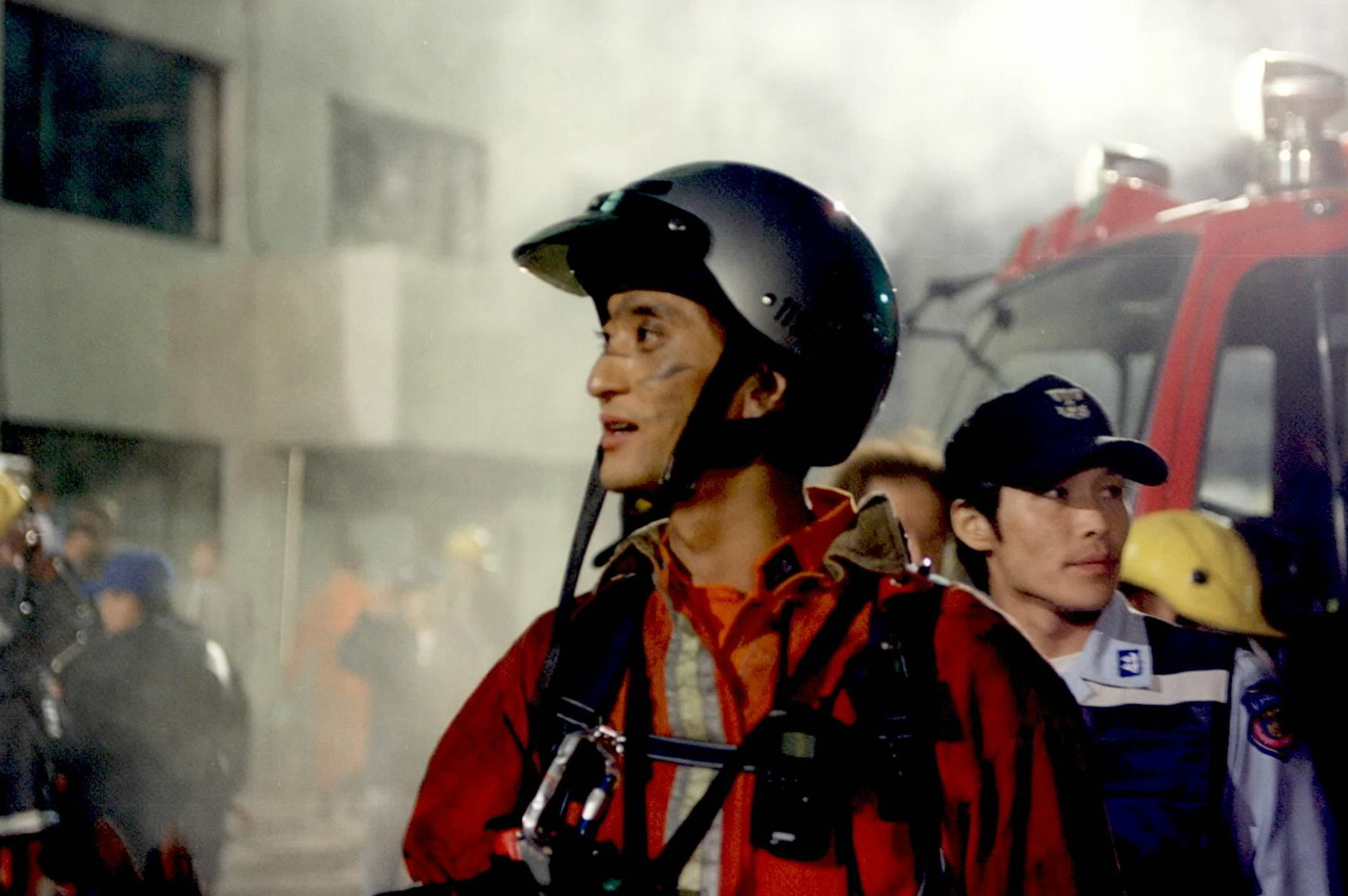
영화 '싸이렌'

- 2001년 《킬러들의 수다》 - 상연 역
- 2003년 《블루》
- 2003년 《황산벌》
- 2004년 《페이스》
- 2004년 《달마야, 서울 가자》
- 2005년 《무영검》
- 2005년 《가문의 위기》 - 장인재 역
- 2006년 《맨발의 기봉이》- 엄기봉 역
- 2006년 《가문의 부활》 - 장인재 역
- 2006년 《누가 그녀와 잤을까?》
- 2007년 《내 생애 최악의 남자》
- 2007년 《김관장 대 김관장 대 김관장》
- 2008년 《마지막 선물》
- 2009년 《킬미》
- 2011년 《우리 이웃의 범죄》
- 2011년 《가문의 수난》 - 장인재 역
- 2011년 《조지와 봉식》
- 2011년 《흥신소 기봉씨》
- 2015년 《나쁜놈은 죽는다》
- 2018년 《배반의 장미》 - 신 회장 (특별출연)
- 2022년 《귀신경찰》
- 2023년 《살수》 - 이난 역

### 드라마
| 연도 | 방송 | 제목              | 역할      | 비고     |
| ---- | ---- | ----------------- | --------- | -------- |
| 1995 | KBS2 | 바람의 아들       | 권산      |          |
| 1996 | MBC  | 1.5               | 송진호    |          |
| 1997 | KBS2 | 웨딩드레스        | 강우진    |          |
| 1998 | SBS  | 사랑해 사랑해     | 강민수    |          |
| 1998 | SBS  | 백야 3.98         | 표도르 킴 |          |
| 2003 | SBS  | 천국의 계단       | 한태화    |          |
| 2009 | SBS  | 카인과 아벨       | 이선우    |          |
| 2012 | SBS  | 바보엄마          | 최고만    |          |
| 2012 | KBS2 | 각시탈            | 이강산    |          |
| 2012 | KBS2 | 울랄라 부부       | 고수남    |          |
| 2016 | KBS2 | 무림학교          | 황무송    |          |
| 2017 | KBS2 | 완벽한 아내       | 차경우    | 특별출연 |
| 2022 | MBC  | 지금부터, 쇼타임! | 저승사자  | 특별출연 |
| 2024 | KBS2 | 다리미 패밀리     | 지승돈    | 36부작   |

### 뮤직비디오
- 조성모 - 슬픈 영혼식 (1999년)
- 이수영 - Never Again (2001년)
- 키스 (음악 그룹) - 여자이니까 (2001년)
- 지아 - 물끄러미 (2007년)

### 광고
- KT PCS016 (1997)
- 하이트진로 스타우트 (2001)
- 모두투어 (2007)
- HD현대오일뱅크 (2007)
- 경원 닥터신 (2019)
- 신협 (2020)

### 진행 및 출연 방송
- 《가족오락관》 (KBS2, 1995년 6월 8일 게스트)
- 《쇼킹》 (채널A)
- 《연예가중계》 (KBS2, 2010년 5월 15일 ~ 2019년 11월 29일)
- 《일요일 일요일 밤에 - 오늘을 즐겨라》 (MBC)
- 《스타부부쇼 자기야》 (SBS, 2013년 6월 ~ 2014년 7월)
- 《엄마의 봄날》 (TV조선, 2015년)
- 《풍문으로 들었쇼》 (채널A, 2015년)
- 《시간을 달리는 남자》 (tvN, 2017년)
- 《이맛이야》 (MBN, 2017년)
- 《내 딸의 남자들 : 아빠가 보고 있다》 (E채널, 2017년~2018년)
- 《시골경찰 시즌 1》 (MBC Every1, 2017년)
- 《시골경찰 시즌 2》 (MBC Every1, 2017년)
- 《시골경찰 시즌 3》 (MBC Every1, 2018년)
- 《한집살림》 (TV조선, 2018년)
- 《전지적 참견 시점》 (MBC, 2018년)
- 《수미네 반찬》 (tvN, 2018년)
- 《시골경찰 시즌 4》 (MBC Every1, 2018년)
- 《미쓰 코리아》 (tvN, 2019년)
- 《비행기 타고가요》 (채널A, 2019년)
- 《슈퍼맨이 돌아왔다》 (KBS2, 2020년 7월 12일, 2021년 5월 16일 ~현재 )
- 《빵카로드》 (SBS F!L·NQQ, 2021년)
- 《불후의 명곡 전설을 노래하다》 (KBS2, 2022년)
- 《낭만비박 집단가출》 (TV조선, 2022년 11월 13일 ~현재 )
- 《회장님네 사람들》 (tvN STORY, 2022년)
- 《세컨 하우스》 (KBS2, 2023년)
- 《아는형님》 (JTBC, 2023년)
- 《사랑의 보이스》 (다문화 TV, 2022년)
- 《전국고향자랑》 (채널A, 2023년)
- 《빵카로드》시즌2 (SBS F!L·NQQ, 2023년)
- 《시골경찰 리턴즈》(MBC Every1, 2024년)
- 《내가 매일 기쁘게》(CTS 기독교TV. 2024년)
- 《위대한 가이드》(MBC Every1, 2024년)
- 《공부와 놀부》(KBS2, 2025년)
- 《바다 건너 사랑》(KBS1, 2025년)

## 저서
일반
- 2008년 신현준의 고백
- 2012년 배우, 연기를 훔쳐라

동화
- 2012년 알라딘과 요술램프
- 2013년 웃음과 눈물의 어릿광대

## 수상 및 후보
| 연도 | 시상식                        | 부문                               | 작품                  | 결과 |
| ---- | ----------------------------- | ---------------------------------- | --------------------- | ---- |
| 1992 | 제30회 대종상                 | 신인남우상                         | 장군의 아들 2         | 수상 |
| 1992 | 제13회 청룡영화상             | 남우조연상                         | 장군의 아들 2         | 후보 |
| 1993 | 제14회 청룡영화상             | 남우조연상                         | 참견은 노 사랑은 오예 | 후보 |
| 1994 | 제32회 대종상                 | 남우조연상                         | 화엄경                | 후보 |
| 1994 | 제15회 청룡영화상             | 남우조연상                         | 화엄경                | 후보 |
| 1996 | 제34회 대종상                 | 남우조연상                         | 은행나무 침대         | 후보 |
| 1996 | 제34회 대종상                 | 남자 인기상                        | 은행나무 침대         | 수상 |
| 1996 | 제17회 청룡영화상             | 남우조연상                         | 은행나무 침대         | 후보 |
| 1998 | SBS 연기대상                  | 남자 최우수연기상                  | 사랑해 사랑해         | 후보 |
| 1999 | 제1회 엠넷 아시안 뮤직 어워즈 | 골든비디오 남자연기상              | 조성모 - 슬픈 영혼식  | 수상 |
| 1999 | 제36회 대종상                 | 남우주연상                         | 퇴마록                | 후보 |
| 2000 | 제21회 청룡영화상             | 남우주연상                         | 비천무                | 후보 |
| 2001 | 베스트드레서 백조상           | 영화배우 부문                      | 빈칸                  | 수상 |
| 2003 | 제39회 백상예술대상           | 영화부문 남자 최우수연기상         | 블루                  | 후보 |
| 2006 | 제4회 한국패션월드어워드      | 영화배우 부문 베스트드레서         | 빈칸                  | 수상 |
| 2006 | 제27회 청룡영화상             | 인기스타상                         | 맨발의 기봉이         | 수상 |
| 2006 | 제26회 하와이국제영화제       | 아시아 스타상                      | 빈칸                  | 수상 |
| 2008 | 제16회 이천춘사대상영화제     | 남우주연상                         | 마지막 선물           | 후보 |
| 2008 | 제16회 이천춘사대상영화제     | 한류문화대상                       | 마지막 선물           | 수상 |
| 2009 | SBS 연기대상                  | 드라마스페셜부문 남자 연기상       | 카인과 아벨           | 후보 |
| 2010 | KBS 연예대상                  | 쇼·오락부문 남자 신인상            | 연예가 중계           | 후보 |
| 2010 | MBC 방송연예대상              | 버라이어티부문 특별상              | 오늘을 즐겨라         | 수상 |
| 2010 | MBC 방송연예대상              | 앙숙상                             | 오늘을 즐겨라         | 수상 |
| 2011 | 제18회 한일문화대상           | 문화외교부문 대상                  | 빈칸                  | 수상 |
| 2011 | 제12회 대한민국영상대전       | 포토제닉상 영화배우부문            | 빈칸                  | 수상 |
| 2012 | KBS 연예대상                  | 최고 엔터테이너상                  | 연예가 중계           | 수상 |
| 2012 | SBS 연기대상                  | 주말·연속극부문 남자 최우수연기상  | 바보엄마              | 후보 |
| 2012 | KBS 연기대상                  | 미니시리즈부문 남자 우수연기상     | 울랄라 부부           | 수상 |
| 2012 | KBS 연기대상                  | 남자 최우수연기상                  | 각시탈,울랄라 부부    | 후보 |
| 2012 | KBS 연기대상                  | 남자 네티즌상                      | 각시탈,울랄라 부부    | 후보 |
| 2012 | KBS 연기대상                  | 베스트 커플상 (with 김정은)        | 울랄라 부부           | 후보 |
| 2013 | 제4회 대한민국 대중문화예술상 | 문화체육관광부장관 표창            | 빈칸                  | 수상 |
| 2013 | KBS 연예대상                  | 쇼·오락부문 남자 우수·최우수상     | 연예가 중계           | 후보 |
| 2014 | KBS 연예대상                  | 쇼·오락부문 남자 최우수상          | 연예가 중계           | 후보 |
| 2015 | KBS 연예대상                  | 쇼·오락부문 최고엔터테이너상       | 연예가 중계           | 수상 |
| 2018 | KBS 연예대상                  | 프로듀서 특별상                    | 연예가 중계           | 수상 |
| 2018 | KBS 연예대상                  | 토크쇼부문 남자 최우수상           | 연예가 중계           | 후보 |
| 2019 | KBS 연예대상                  | 공로상                             | 연예가 중계           | 수상 |
| 2024 | KBS 연기대상                  | 베스트 커플상 (with 박지영&김혜은) | 다리미 패밀리         | 수상 |
| 2024 | KBS 연기대상                  | 장편드라마부문 남자 우수연기상     | 다리미 패밀리         | 수상 |